# Saint-Caradec-Trégomel
Saint-Caradec-Trégomel (tiếng Breton: Sant-Karadeg-Tregonvael) là một xã ở tỉnh Morbihan trong vùng Bretagne tây bắc Pháp. Xã này có diện tích 16,12 km², dân số năm 1999 là 444 người. Khu vực này có độ cao từ 99-197 mét trên mực nước biển.
Cư dân của Saint-Caradec-Trégomel danh xưng trong tiếng Pháp là Caradocéens.